# Macrodorcas humilis
Macrodorcas humilis es una especie de coleóptero de la familia Lucanidae.

## Distribución geográfica
Habita en Bután y en Sikkim y Darjeeling en la  India.